# Strictly Come Dancing

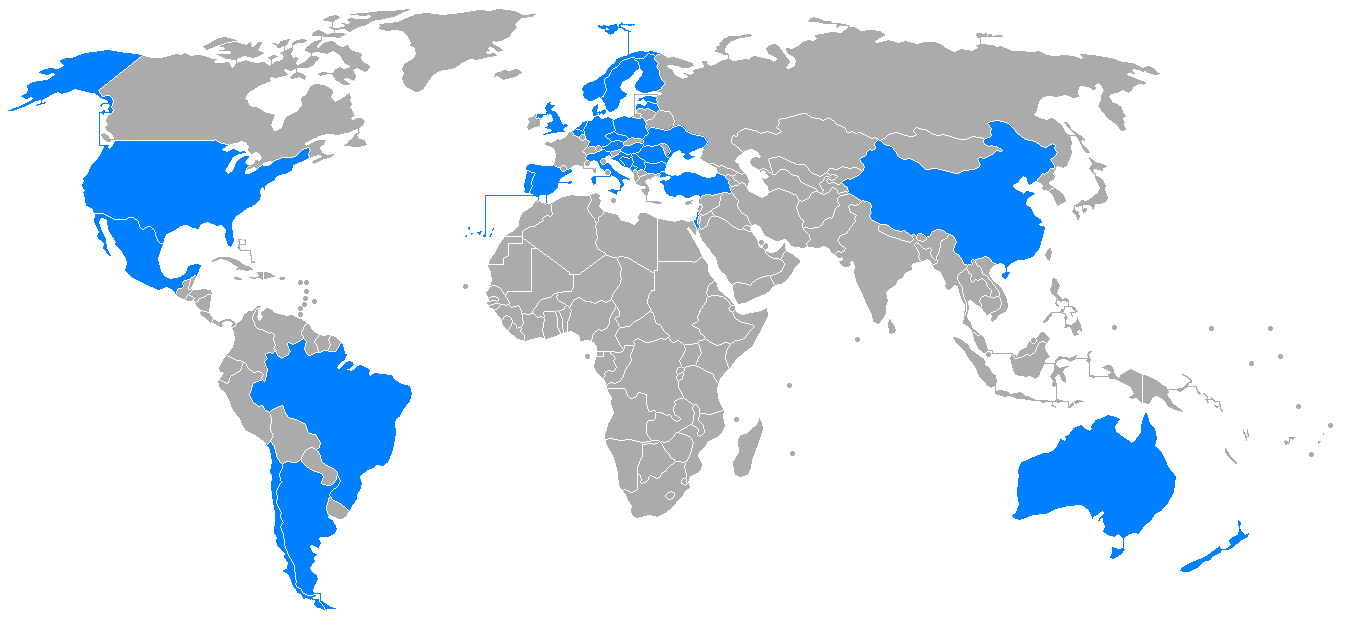
De länder där programformatet används eller använts.

Strictly Come Dancing är ett dans-tv-program som sänds av BBC. Programformatet har blivit populärt och spridits till flera länder däribland USA och Sverige som sänder formatet under namnen Dancing with the Stars respektive Let's Dance. Programformatet innebär att en grupp kända personer utan dansvana tränas av och tävlar med varsin proffsdansare. De tävlar i de tio danser som ingår i tävlingsdans. En jury bestående av professionella tävlingsdansdomare bedömer paren, och TV-publiken kan rösta via telefon. Det par som får lägst sammanlagda stöd från jury och publik lämnar tävlingen, tills bara ett par återstår.

## Versioner
I tabellen nedan finns några av versionerna:
| Land           | Namn                                                    | TV-kanal | Vinnare |
| -------------- | ------------------------------------------------------- | -------- | --- |
| Australien     | Dancing with the Stars                                  | Seven    | - |
| Danmark        | Vild med dans                                           | -        | - |
| Finland        | Dansar med stjärnor                                     | MTV3     | - |
| Frankrike      | Danse avec les stars                                    | TF1      | - |
| Holland        | -                                                       | -        | - |
| Irland         | Celebrity Jigs and Reels Dancing with the Stars (2016-) | RTÉ      | - |
| Italien        | Ballando con le stelle                                  | Rai Uno  | - |
| Mexiko         | -                                                       | -        | - |
| Norge          | Skal vi danse                                           | TV 2     | - |
| Nya Zeeland    | Dancing with the Stars                                  | -        | - |
| Polen          | Taniec z gwiazdami                                      | -        | - |
| Portugal       | Dança comigo                                            | -        | - |
| Ryssland       | Tanzy so zvejdami (Танцы со звездами)                   | -        | - |
| Spanien        | Mira quien baila                                        | -        | - |
| Storbritannien | Strictly Come Dancing                                   | BBC One  | Natasha Kaplinsky och Brendan Cole, Jill Halfpenny och Darren Bennett, Darren Gough och Lilia Kopylova, Mark Ramprakash och Karen Hardy, Alesha Dixon och Matthew Cutler, Tom Chambers och Camilla Dallerup, Caroline Flack och Pasha Kovalev, Kelvin Fletcher och Oti Mabuse.                                                                               |
| Sverige        | Let's Dance                                             | TV4      | |
| Sydafrika      | Strictly Come Dancing                                   | -        | - |
| Tyskland       | Let’s Dance                                             | -        | - |
| USA            | Dancing with the Stars                                  | ABC      | Kelly Monaco och Alec Mazo, Drew Lachey och Cheryl Burke, Emmitt Smith och Cheryl Burke, Apolo Ohno och Julianne Hough, Hélio Castroneves och Julianne Hough, Kristi Yamaguchi och Mark Ballas, Brooke Burke och Derek Hough, Shawn Johnson och Mark Ballas, Donny Osmond och Kym Johnson, Nicole Scherzinger och Derek Hough, Jennifer Grey och Derek Hough |
| Österrike      | Dancing Stars                                           | -        | - |